# Matipó (ort)
Matipó är en ort i Brasilien.   Den ligger i kommunen Matipó och delstaten Minas Gerais, i den sydöstra delen av landet, 800 km sydost om huvudstaden Brasília. Matipó ligger 621 meter över havet och antalet invånare är 12 996.
Terrängen runt Matipó är kuperad åt sydväst, men åt nordost är den platt. Matipó ligger nere i en dal. Det finns inga andra samhällen i närheten.
Omgivningarna runt Matipó är huvudsakligen savann. Runt Matipó är det ganska tätbefolkat, med 60 invånare per kvadratkilometer.